# پودلسی (ناحیه پریبرام)
پودلسی (به چکی: Podlesí) یک منطقهٔ مسکونی در جمهوری چک است که در ناحیه پریبرام واقع شده‌است.